# Чемпионат Москвы по футболу 1942 (осень)
Чемпионат Москвы по футболу 1942 года (осень) стал 45-м первенством столицы и пятым, проведенным Московским городским комитетом по делам физической культуры и спорта (МГКФС) в годы Великой Отечественной войны с участием сильнейших команд (команд мастеров).
Победителем стала команда «Спартак».

## Организация и проведение турнира
Чемпионат проводился по круговой системе в один круг.
Команды получали в этом первенстве за победу 2 очка, ничью — 1, поражение — 0.
В соревнованиях команд мастеров выступали 10 клубов:
- «Спартак»
- «Динамо»
- «Крылья Советов»
- Н-ская в/ч т. Бурова — команда воинской части (в/ч) по фамилии командира; в ней находились в это время игроки команды ЦДКА;
- «Торпедо»
- «Динамо-2» — клубная команда «Динамо»[4], фактически в ней выступали также и игроки команды «Динамо», не попавшие в основной состав в данном туре; ряд футболистов выступал в турнире и за «Динамо», и за «Динамо-2»;
- в/ч т. Иванова — команда воинской части по фамилии командира; в ней находились в это время игроки команды «Динамо» Минск (в будущем — «Динамо-II») и ряд других футболистов;
- «Локомотив»
- «Строитель»
- «Зенит»

## Ход турнира
«Спартак» одержал уверенную победу в турнире, удерживая лидерство с первого до последнего тура, сделав лишь одну ничью с дублерами «Динамо» (при этом уверенно победив основную команду 3:0 уже в третьем туре), и в очередной раз подтвердив свое реноме команды с наилучшей обороной — вратари и защита команды пропустили лишь 3 мяча (нападение, считавшееся средним на фоне игроков атаки основных соперников, тем не менее также оказалось самым результативным на турнире, забив почти по четыре мяча за игру).

### Турнирная таблица
| №  | Команды              | 1   | 2   | 3   | 4   | 5   | 6   | 7   | 8   | 9   | 10  | В | Н | П | М       | О  |
| -- | -------------------- | --- | --- | --- | --- | --- | --- | --- | --- | --- | --- | - | - | - | ------- | -- |
|    | «Спартак»            |     | 3:0 | 1:0 | 6:1 | 4:0 | 1:1 | 2:1 | 4:0 | 6:0 | 8:0 | 8 | 1 | 0 | 35 — 3  | 17 |
|    | «Динамо»             | 0:3 |     | 5:0 | 0:1 | 2:1 | 3:2 | 5:2 | 5:1 | 7:0 | 5:0 | 7 | 0 | 2 | 32 — 10 | 14 |
|    | «Крылья Советов»     | 0:1 | 0:5 |     | +:- | 5:2 | 5:1 | 2:1 | 5:0 | 1:0 | 2:1 | 7 | 0 | 2 | 20 — 11 | 14 |
| 4  | Н-ская в/ч т. Бурова | 1:6 | 1:0 | -:+ |     | 1:1 | 6:3 | 2:2 | 4:1 | 3:2 | 7:2 | 5 | 2 | 2 | 25 — 17 | 12 |
| 5  | «Торпедо»            | 0:4 | 1:2 | 2:5 | 1:1 |     | 2:1 | 3:1 | 2:1 | 8:1 | 2:1 | 5 | 1 | 3 | 21 — 17 | 11 |
| 6  | «Динамо-2»           | 1:1 | 2:3 | 1:5 | 3:6 | 1:2 |     | +:- | 7:1 | 4:1 | 1:0 | 4 | 1 | 4 | 20 — 19 | 9  |
| 7  | в/ч т. Иванова       | 1:2 | 2:5 | 1:2 | 2:2 | 1:3 | -:+ |     | 0:1 | 4:2 | 3:2 | 2 | 1 | 6 | 14 — 19 | 5  |
| 8  | «Локомотив»          | 0:4 | 1:5 | 0:5 | 1:4 | 1:2 | 1:7 | 1:0 |     | 2:0 | 0:0 | 2 | 1 | 6 | 7 — 27  | 5  |
| 9  | «Строитель»          | 0:6 | 0:7 | 0:1 | 2:3 | 1:8 | 1:4 | 2:4 | 0:2 |     | 4:0 | 1 | 0 | 8 | 10 — 35 | 2  |
| 10 | «Зенит»              | 0:8 | 0:5 | 1:2 | 2:7 | 1:2 | 0:1 | 2:3 | 0:0 | 0:4 |     | 0 | 1 | 8 | 6 — 32  | 1  |

### Потуровая таблица
| № тура / Команда     | 1         | 2  | 3  | 4  | 5  | 6  | 7  | 8  | 9  |   |
| -------------------- | --------- | -- | -- | -- | -- | -- | -- | -- | -- | - |
| № тура / Команда     | «Спартак» | 1  | 1  | 1  | 1  | 1  | 1  | 1  | 1  | 1 |
| «Динамо»             |           | 4  | 5  | 5  | 4  | 4  | 4  | 2  | 2  |   |
| «Крылья Советов»     | 3         | 2  | 2  | 2  | 2  | 2  | 2  | 3  | 3  |   |
| Н-ская в/ч т. Бурова | 4         | 3  | 3  | 4  | 3  | 3  | 3  | 4  | 4  |   |
| «Торпедо»            | 6         | 5  | 4  | 3  | 5  | 5  | 5  | 5  | 5  |   |
| «Динамо-2»           | 5         | 8  | 10 | 6  | 6  | 6  | 6  | 6  | 6  |   |
| в/ч т. Иванова       |           | 7  | 7  | 8  | 8  | 9  | 7  | 8  | 7  |   |
| «Локомотив»          | 7         | 9  | 8  | 9  | 9  | 7  | 8  | 7  | 8  |   |
| «Строитель»          | 2         | 6  | 6  | 7  | 7  | 8  | 9  | 9  | 9  |   |
| «Зенит»              | 8         | 10 | 9  | 10 | 10 | 10 | 10 | 10 | 10 |   |

### Матчи
| 23 авг | «Спартак»                       | 4:0     | «Локомотив» | ЦДКА |
| | - А.Соколов - Глазков - Смыслов | (отчёт) |             |      |
| Спартак: Леонтьев - Вик.Соколов, Сеглин, Вас.Соколов - Малинин, Б.Соколов - Смыслов, Глазков, А.Соколов, В.Степанов, Корнилов |                                 |         |             |      |

| 23 авг | Н-ская в/ч т.Бурова | 6:3 | «Динамо-2» | «Пищевик» |

| 23 авг                                                   | «Крылья Советов» | 5:2 | «Торпедо»             | «Сталинец» |
|                                                          | - В.Семенов      |     | - 1:3′ 2:4′ Пономарев |            |
| Крылья Советов: ...В.Семенов... Торпедо: ...Пономарев... |                  |     |                       |            |

| 23 авг | «Строитель» | 4:0 | «Зенит» |  |

| 20 сен (перенос) | «Динамо»                                                  | 5:2     | в/ч т.Иванова                | «Динамо» (малый)                |
| | - Трофимов 8′ - С.Ильин 42′ 56′ - Бесков 63′ - Карцев 70′ | (отчёт) | - 22′ Балясов - 34′ Малявкин | Зрителей: 2 000 Судья: Н.Павлов |
| Динамо: Кочетов - Радикорский, Чернышев , Станкевич - Вс.Блинков, Бехтенев - Трофимов, Карцев, С.Соловьев, Бесков, С.Ильин в/ч т.Иванова: Бычков - Крутьковский, Л.Соловьев , Никульцев - Коробко, Поставнин - Пискарев, Проворнов, Балясов, Малявкин, Зиновьев |                                                           |         |                              |                                 |

| 30 авг | «Спартак»                                                                            | 8:0     | «Зенит» | «Пищевик» |
| | - В.Степанов (1)′ (2)′ (7)′ - А.Соколов (3)′ (4)′ (6)′ - Малинин (5)′ - Смыслов (8)′ | (отчёт) |         |           |
| Спартак: Акимов - Вик.Соколов, Сеглин, Вас.Соколов - Малинин, Б.Соколов - Смыслов, Глазков, А.Соколов, В.Степанов, Корнилов |                                                                                      |         |         |           |

| 30 авг | «Динамо»                                                                       | 7:0     | «Строитель» | «Сталинец»                      |
| | - Бехтенев 21′ - Трофимов 32′ - Карцев 38′ 64′ - С.Ильин 42′ 70′ - Назаров 81′ | (отчёт) |             | Зрителей: 5 000 Судья: Н.Павлов |
| Динамо: Медведев - Антоневич, Чернышев , Станкевич - Вс.Блинков, Бехтенев - Трофимов, Карцев, С.Соловьев, Назаров, С.Ильин «Строитель»: Белоярцев - Сухарев, Саванов , Ярцев - Микульшин, Зенкин - Корнеев, Неушев, Б.Квашнин, М.Иванов, А.Демин |                                                                                |         |             |                                 |

| 30 авг | «Крылья Советов» | 5:0 | «Локомотив» |  |

| 30 авг                   | «Торпедо»             | 2:1 | «Динамо-2» |  |
|                          | - Пономарев 1:1′ 2:1′ |     |            |  |
| Торпедо: ...Пономарев... |                       |     |            |  |

| 30 авг | Н-ская в/ч т.Бурова | 2:2 | в/ч т.Иванова |  |

| 6 сен | «Спартак»                         | 3:0     | «Динамо» | «Сталинец»                        |
| | - Глазков 28′ - А.Соколов 66′ 75′ | (отчёт) |          | Зрителей: 10 000 Судья: И.Широков |
| Спартак: Леонтьев - Вик.Соколов, Сеглин, Вас.Соколов - Малинин, Б.Соколов - Смыслов, Глазков, А.Соколов, В.Степанов , Н.Морозов-I Динамо: Медведев - Радикорский, Чернышев , Станкевич - Вс.Блинков, Бехтенев - Трофимов, Карцев, С.Соловьев, Назаров, С.Ильин |                                   |         |          |                                   |

| 6 сен                    | «Торпедо»        | 3:1 | в/ч т.Иванова |  |
|                          | - Пономарев 2:0′ |     |               |  |
| Торпедо: ...Пономарев... |                  |     |               |  |

| 6 сен | «Локомотив» | 0:0 | «Зенит» |  |

| 6 сен | Н-ская в/ч т.Бурова | 3:2 | «Строитель» |  |

| 6 сен | «Крылья Советов» | 5:1 | «Динамо-2» |  |

| 13 сен | «Динамо»                                                      | 5:0     | «Зенит» | «Динамо» (малый)               |
| | - С.Ильин 25′ 48′ - Карцев 59′ - С.Соловьев 68′ - Назаров 86′ | (отчёт) |         | Зрителей: 2 000 Судья: Н.Мохов |
| Динамо: Кочетов - Радикорский, Чернышев , Станкевич - Вс.Блинков, Бехтенев - Трофимов, Карцев, С.Соловьев, Назаров, С.Ильин |                                                               |         |         |                                |

| 13 сен                   | «Торпедо»        | 8:1 | «Строитель» | МВО |
|                          | - Пономарев 1:0′ |     |             |     |
| Торпедо: ...Пономарев... |                  |     |             |     |

| 13 сен | «Крылья Советов» | 2:1 | в/ч т.Иванова | ЦДКА |

| 13 сен | «Динамо-2» | 7:1 | «Локомотив» | «Локомотив» |

| 15 сен | «Спартак»                                                | 6:1     | Н-ская в/ч т.Бурова | «Сталинец» |
| | - Глазков 1:0′ (пен.) - А.Соколов 2:0′ - В.Степанов 3:0′ | (отчёт) | - 2Т′ (пен.)        |            |
| Спартак: Акимов - Вик.Соколов, Горохов, Вас.Соколов - Малинин, Тучков - Смыслов, Глазков, А.Соколов, В.Степанов, Сальников · Н-ская в/ч т.Бурова: ... ~75'... |                                                          |         |                     |            |

| 20 сен | «Спартак»                           | 4:0     | «Торпедо» | «Сталинец» |
| | - Б.Соколов - Н.Морозов-I - Смыслов | (отчёт) |           |            |
| Спартак: Леонтьев - Вик.Соколов, Тучков, Вас.Соколов - Малинин, Б.Соколов - Смыслов, Глазков, А.Соколов, В.Степанов, Н.Морозов-I |                                     |         |           |            |

| 20 сен | Н-ская в/ч т.Бурова | 7:2 | «Зенит» |  |

| 20 сен | «Крылья Советов» | 1:0 | «Строитель» |  |

| 22 сен | «Динамо»                                                  | 5:1     | «Локомотив»     | «Сталинец»                     |
| | - Бесков 7′ - С.Ильин 16′ 44′ - Трофимов 63′ - Карцев 73′ | (отчёт) | - 68′ А.Комаров | Зрителей: 5 000 Судья: Н.Мохов |
| Динамо: Кочетов - Радикорский, Чернышев , Станкевич - Вс.Блинков, Бехтенев - Трофимов, Карцев, С.Соловьев, Бесков, С.Ильин Локомотив: Карпов - Андреев , Мельников, Борискин - Золотухин, Вышинский - Хлопотин, Завидонов, А.Комаров, А.Сальников, Стебаков |                                                           |         |                 |                                |

| ? (перенос) | «Динамо-2» | +:- | в/ч т.Иванова |  |

| 27 сен | «Спартак»        | 1:0     | «Крылья Советов» | «Сталинец» |
| | - Глазков (пен.) | (отчёт) |                  |            |
| Спартак: Акимов - Вик.Соколов, Тучков, Вас.Соколов - Малинин, Б.Соколов - Смыслов, Глазков, А.Соколов, В.Степанов, Н.Морозов-I |                  |         |                  |            |

| 27 сен | Н-ская в/ч т.Бурова | 1:0     | «Динамо» | ЦДКА                            |
| | - Демин 75′         | (отчёт) |          | Зрителей: 3 000 Судья: Н.Павлов |
| Н-ская в/ч т.Бурова: Веневцев - Базовой, Лясковский , Пинаичев - Шлычков, Виноградов - Протасов, Щербатенко, Лысов, Капелькин, Демин Динамо: Медведев - Радикорский, Чернышев, Станкевич - Вс.Блинков, Бехтенев - Трофимов, Якушин , Карцев, Н.Дементьев, С.Ильин |                     |         |          |                                 |

| 27 сен | «Торпедо» | 2:1 | «Зенит» |  |

| 27 сен | «Динамо-2» | 4:1 | «Строитель» |  |

| 27 сен | «Локомотив» | 1:0 | в/ч т.Иванова |  |

| 4 окт | «Спартак»         | 1:1     | «Динамо-2» | «Динамо» (малый) |
| | - В.Степанов 1:1′ | (отчёт) |            |                  |
| Спартак: Акимов - Вик.Соколов, Тучков, Вас.Соколов - Малинин, Б.Соколов - Смыслов, Глазков, А.Соколов, В.Степанов, Н.Морозов-I |                   |         |            |                  |

| 4 окт | «Динамо»                       | 2:1     | «Торпедо»       | «Динамо» (малый)                  |
| | - Карцев 63′ - Н.Дементьев 75′ | (отчёт) | - 80′ Пономарев | Зрителей: 10 000 Судья: И.Широков |
| Динамо: Кочетов - Радикорский, Чернышев, Станкевич - Вс.Блинков, Бехтенев - Семичастный, Якушин , Карцев, Н.Дементьев, С.Ильин Торпедо: Разумовский - Алякринский, Загрецкий, Ремин - В.Маслов, Н.Морозов-II - М.Степанов, Митронов, Пономарев, Г.Жарков, В.Жарков |                                |         |                 |                                   |

| 4 окт | «Крылья Советов» | 2:1 | «Зенит» |  |

| 4 окт | Н-ская в/ч т.Бурова | 4:1 | «Локомотив» |  |

| 4 окт | в/ч т.Иванова | 4:2 | «Строитель» |  |

| 11 окт | «Спартак»                  | 2:1     | в/ч т.Иванова | ЦДКА |
| | - Смыслов 1:0′ - А.Соколов | (отчёт) |               |      |
| Спартак: Акимов - Вик.Соколов, Тучков, Вас.Соколов - Малинин, Б.Соколов - Смыслов, Глазков, А.Соколов, В.Степанов, Корнилов |                            |         |               |      |

| 11 окт | «Динамо»                                                           | 5:0     | «Крылья Советов» | «Динамо» (малый)                 |
| | - Семичастный 21′ 53′ - Якушин 37′ - Н.Дементьев 72′ - С.Ильин 84′ | (отчёт) |                  | Зрителей: 5 000 Судья: С.Демидов |
| Динамо: Кочетов - Радикорский, Чернышев, Станкевич - Вс.Блинков, Бехтенев - Семичастный, Якушин , С.Соловьев (60' Карцев), Н.Дементьев, С.Ильин Крылья Советов: Архаров - Алешин, Чернов, Громов - В.Егоров, С.Артемьев - Ратников, Алексеев, Ступаков, Севидов, Енушков |                                                                    |         |                  |                                  |

| 11 окт | «Локомотив» | 2:0 | «Строитель» | «Локомотив» |

| 11 окт | «Торпедо» | 1:1 | Н-ская в/ч т.Бурова | «Пищевик» |

| 11 окт | «Динамо-2» | 1:0 | «Зенит» | «Старт» |

| 18 окт | «Спартак»                                                                             | 6:0     | «Строитель» | МВО |
| | - А.Соколов (1)′ (3)′ (5)′ - Н.Морозов-I (2)′ - В.Степанов (4)′ - Глазков (6)′ (пен.) | (отчёт) |             |     |
| Спартак: Акимов (46' Леонтьев) - Вик.Соколов, Сеглин, Вас.Соколов - Малинин, Тучков - Смыслов, Глазков, А.Соколов, В.Степанов, Н.Морозов-I (46' Корнилов) |                                                                                       |         |             |     |

| 18 окт | «Динамо»                                         | 3:2     | «Динамо-2»                    | «Динамо» (малый)                |
| | - С.Соловьев 18′ - Н.Дементьев 55′ - С.Ильин 67′ | (отчёт) | - 33′ Елисеев - 84′ В.Смирнов | Зрителей: 3 000 Судья: С.Руднев |
| Динамо: Кочетов - Радикорский, Чернышев, Станкевич - Вс.Блинков, Бехтенев - Семичастный, Якушин , С.Соловьев, Н.Дементьев, С.Ильин Динамо-2: Медведев - Антоневич, Литвинов, П.Петров - Лапшин, Палыска - А.Пономарев, Елисеев , В.Смирнов, Павлов, Трофимов |                                                  |         |                               |                                 |

| 18 окт | «Торпедо» | 2:1 | «Локомотив» | «Сталинец» |

| 18 окт | в/ч т.Иванова | 3:2 | «Зенит» | «Пищевик» |

| ? (после 21 окт) | «Крылья Советов» | +:- | Н-ская в/ч т.Бурова |  |